# Smidtia orientalis
Smidtia orientalis là một loài ruồi trong họ Tachinidae.